# Cari Lekebusch
Cari Lekebush est un musicien et DJ de musique électronique suédois né le 7 janvier 1972.